# John Robinson (Schlagzeuger)
John “JR” Robinson (* 29. Dezember 1954 in Creston, Iowa) zählt zu den meistaufgenommenen Schlagzeugern des Musikgeschäfts.

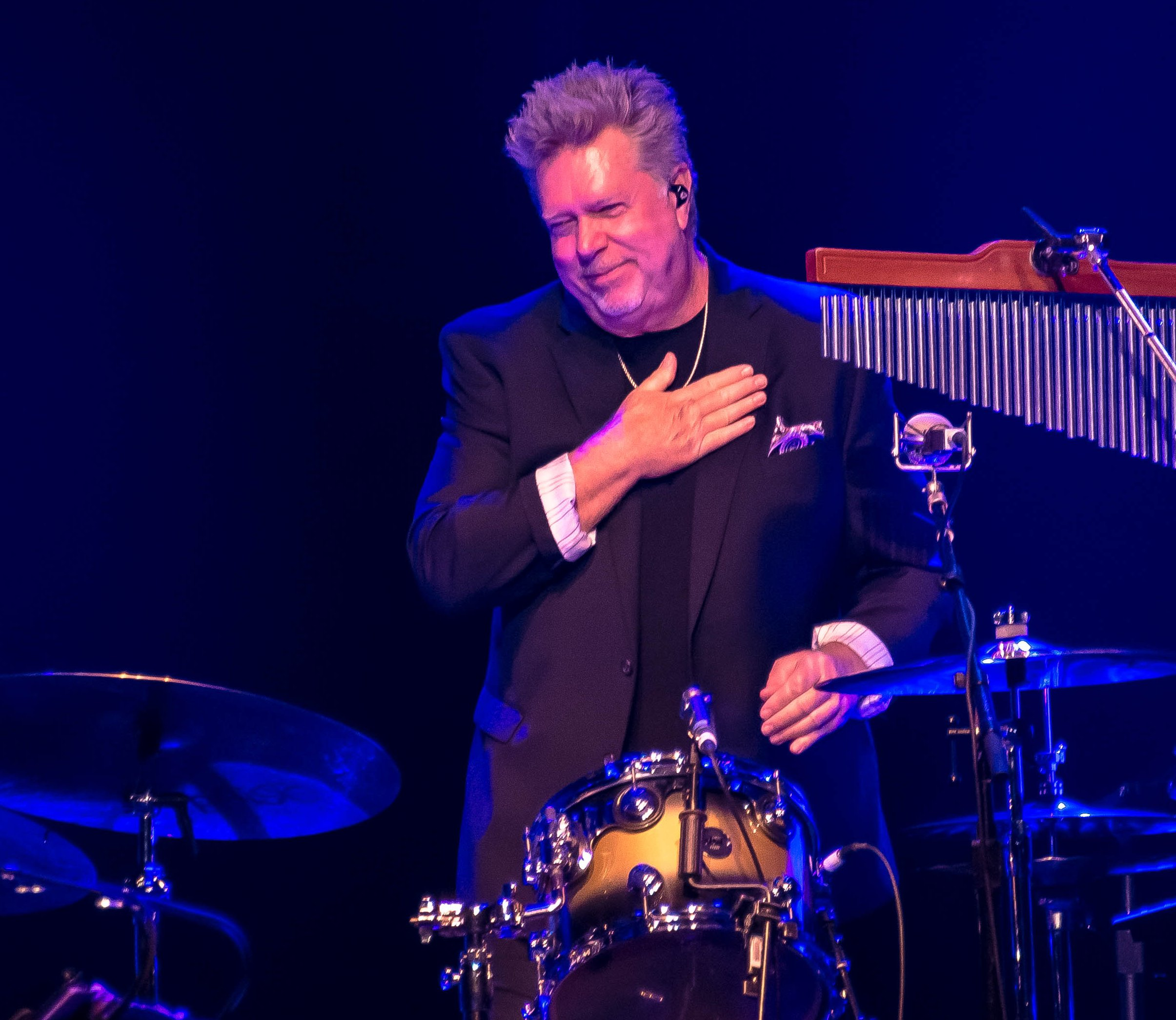
John Robinson (2019)

## Anfänge
John begann zunächst mit fünf Jahren mit Klavierunterricht und kam erst drei Jahre später zum Schlagzeug. Seine erste Band hatte er mit 10 und entschied schon bald darauf, dass er professioneller Schlagzeuger werden wollte. Er besuchte das Berklee College of Music in Boston und lernte 1978 durch einen Zufall Mitglieder der Band „Rufus and Chaka Khan“ kennen, die ihn bald darauf als neuen Schlagzeuger engagierten. Sein Talent sprach sich schnell herum und schon im selben Jahr buchte ihn Quincy Jones für Sessions auf dem Album Off The Wall von Michael Jackson.

## Aufnahmen (Auswahl)
Unter anderem spielte John Robinson bei folgenden Welthits das Schlagzeug:
- USA for Africa – We Are the World
- Lionel Richie – All Night Long / Say You Say Me / Stuck On You / Dancing On The Ceiling
- Pointer Sisters – I’m so Excited / Slow Hand
- David Lee Roth – I’m Just a Gigolo / California Girls
- Steve Winwood – Higher Love / Back in the Highlife
- Madonna – Express Yourself
- Michael Jackson – Off the Wall / Bad / Rock with You / The Way You Make Me Feel / Smooth Criminal / Don´t Stop Til You Get Enough
- Seal – Crazy
- Eric Clapton – Change the World
- George Benson – Give Me The Night
- Dionne Warwick And Friends – That´s What Friends Are For
- Rod Stewart – Rhythm Of My Heart
- Whitney Houston – The Greatest Love Of All
- Wilson Phillips – Hold On / Release Me
- DJ BoBo – Get On Up

1983 gewann er mit Rufus und Chaka Khan einen Grammy für den Song “Ain’t Nobody”. 2014 veröffentlichte Mike Oldfield sein 25. Studioalbum Man on the Rocks auf dem Robinson mitwirkte.